# Уклета кућа
Уклета кућа (енгл. Haunted house) је кућа или нека друга грађевина коју наводно настањују духови.
Парапсихолози говоре како духови мртвих људи прогањају те грађевине зато што их је неко у тој грађевини убио, зато што су тамо починили самоубиство, или због неког њиховог трагичног догађаја који су доживели у тој грађевини. Неки мисле да хладне тачке, чудни звуци и шумови долазе од духова.